# اوا کلپاچووا
اوا کلپاچووا (چکی: Eva Klepáčová؛ ۲ مهٔ ۱۹۳۳ – ۱۸ ژوئن ۲۰۱۲) بازیگر، صداپیشه و مجری اهل جمهوری چک بود.
از فیلم‌ها یا برنامه‌های تلویزیونی که وی در آن نقش داشته‌است، می‌توان به کلیا اشاره کرد.